# Klaus Stern (Dokumentarfilmer)
Klaus Stern (* 1968 in Ziegenhain) ist ein deutscher Dokumentarfilmer und Filmemacher.

## Leben
Der im nordhessischen Schwalmstadt-Ziegenhain geborene Klaus Stern absolvierte von 1984 bis 1987 eine Ausbildung zum Briefträger und trug die Post in Stadtallendorf aus. Anschließend leistete er 1988 den Zivildienst in Marburg ab und holte das Fachabitur nach. Danach studierte er Wirtschaftspädagogik und Politik an der Universität Kassel und legte einen Abschluss als Diplom-Handelslehrer ab. Sein Praktikum beim HR weckte sein Interesse am Film. Beim HR drehte er seinen ersten filmischen  Beitrag „Live aus Alabama“.  Seit 1999 begann er autodidaktisch eigenständige Dokumentarfilme zur neueren deutschen Geschichte und aktuellen Themen zu drehen. Zu seinen bevorzugten Themen gehören Personen und Geschichten, die exemplarisch für gesellschaftliche Brüche stehen.
Seine erste Dokumentation war der 1999 viel beachtete Film über den 1975 entführten Landesvorsitzenden der CDU von Westberlin, den Politiker Peter Lorenz mit dem Titel Der Austausch – Die vergessene Entführung des Peter Lorenz.
2005 wurde sein Dokumentarfilm Weltmarktführer – Die Geschichte des Tan Siekmann, eine Auftragsarbeit für das ZDF, mit dem Herbert Quandt Medien-Preis der Johanna-Quandt-Stiftung ausgezeichnet, sowie 2006 mit dem Adolf-Grimme-Preis in der Kategorie Information & Kultur. Dieser Film erzählt vom Aufstieg und Fall des New Economy Unternehmens Biodata AG, das Sicherheitstechnik entwickelte, als Star der Internetunternehmen hochgejubelt wurde und letztlich von den Anlegern und den Maklern mit großem finanziellem Schaden fallen gelassen wurde. Seine Dokumentation Versicherungsvertreter – Die erstaunliche Karriere des Mehmet Göker erhielt den 1. Preis des Helmut-Schmidt-Journalistenpreis 2012. Sein Dokumentarfilm Watching You - Die Welt von Palantir und Alex Karp eröffnete das DOK.fest München 2024 und wurde für den Roman-Brodmann-Preis 2024 nominiert.
Klaus Stern lebt und arbeitet in Kassel.

## Filmografie
- 2000: Der Austausch – Die vergessene Entführung des Peter Lorenz
- 2000: Unschuldig – Schuldig? Die Geschichte des Peter Pompetzki
- 2002: Andreas Baader – Der Staatsfeind
- 2004: Weltmarktführer – Die Geschichte des Tan Siekmann
- 2005: Gestatten, Bestatter – Der Insolvenzverwalter Fritz Westhelle
- 2007: Lawine – Leben und Sterben des Werner Koenig
- 2008: Henners Traum – Das größte Tourismus-Projekt Europas
- 2011: Versicherungsvertreter – Die erstaunliche Karriere des Mehmet Göker[5]
- 2012: Spielerberater[6]
- 2015: Versicherungsvertreter 2 – Mehmet Göker macht weiter
- 2017: Der Bürgermeister-Macher. Wahlkampf in der Provinz
- 2022: Die Autobahn – Kampf um die A 49
- 2024: Watching You – Die Welt von Palantir und Alex Karp

## Beteiligung an Filmwettbewerben
- Kasseler Dokumentarfilm- und Videofest 2004
- Kasseler Dokumentarfilm- und Videofest 2008
- Kasseler Dokumentarfilm- und Videofest 2011
- Dok Leipzig 2011
- Berlinale 2012
- Kasseler Dokumentarfilm- und Videofest 2017
- Internationales Dokumentarfilmfestival München 2024

## Auszeichnungen
- 2003: Deutscher Fernsehpreis für Andreas Baader – Der Staatsfeind
- 2005: Herbert-Quandt-Medien-Preis für Weltmarktführer
- 2006: Adolf-Grimme-Preis Kategorie Information & Kultur für Weltmarktführer[7]
- 2008: Hessischer Filmpreis (Hauptpreis) für Lawine – Leben und Sterben des Werner Koenig
- 2009: Hessischer Filmpreis (Hauptpreis) für Henners Traum – Das größte Tourismus-Projekt Europas
- 2010: Adolf-Grimme-Preis Kategorie Information & Kultur für Henners Traum – Das größte Tourismus-Projekt Europas
- 2016: 1. Preis des Helmut-Schmidt-Journalistenpreis für Versicherungsvertreter – Die erstaunliche Karriere des Mehmet Göker
- 2017: Ehrenpreis des Kasseler Dokumentarfilm- und Videofest
- 2018: Hessischer Filmpreis für Wolf of Kassel[8]